# Молодо-зелено
«Молодо-зелено» — радянський художній фільм режисера Костянтина Воїнова в чорно-білому зображенні. Вийшов на екрани 13 листопада 1962 року. За мотивами творів Олександра Рекемчука.

## Сюжет
Початок 1960-х років. Миколу Бабушкіна, молодого монтажника-універсала одного з тайгових будівництв, щойно обраного депутатом райради, посилають за цеглою в місто Джегор. На нараді в райраді він дізнається про сміливий проект інженера Черемних, за яким можна за короткий термін перевести один з цехів цегельного заводу на виробництво керамзитових блоків. Щоб забезпечити будівництво необхідним матеріалом, Микола збирає бригаду і допомагає інженеру-винахіднику реалізувати проект. Там, в Джегорі, він зустрічає випускницю архітектурного інституту Ірину Ільїну.

## У ролях
- Олег Табаков —  Микола Бабушкін
- Ада Шереметьєва —  Ірина Ільїна
- Іван Переверзєв —  Василь Черемних
- Валентин Грачов —  Чорномор Агєєв
- Юрій Нікулін —  Микола, шофер вантажівки
- Євген Євстигнєєв —  Василь Жохов, священик
- Володимир Землянікін —  Олексій Ведмідь
- Людмила Крилова —  Віра
- Михайло Ульянов —  Лизлов
- Дмитро Масанов —  Федір Матвійович Каюров
- Віктор Кольцов —  Павло Казимирович Крижевський
- Петро Любешкін —  лейтенант міліції

## Знімальна група
- Режисер — Костянтин Воїнов
- Сценаристи — Олександр Рекемчук, Костянтин Воїнов
- Оператор — Федір Добронравов
- Композитор — Мойсей Вайнберг
- Художник — Євген Серганов